# 札幌市手稲青少年キャンプ場

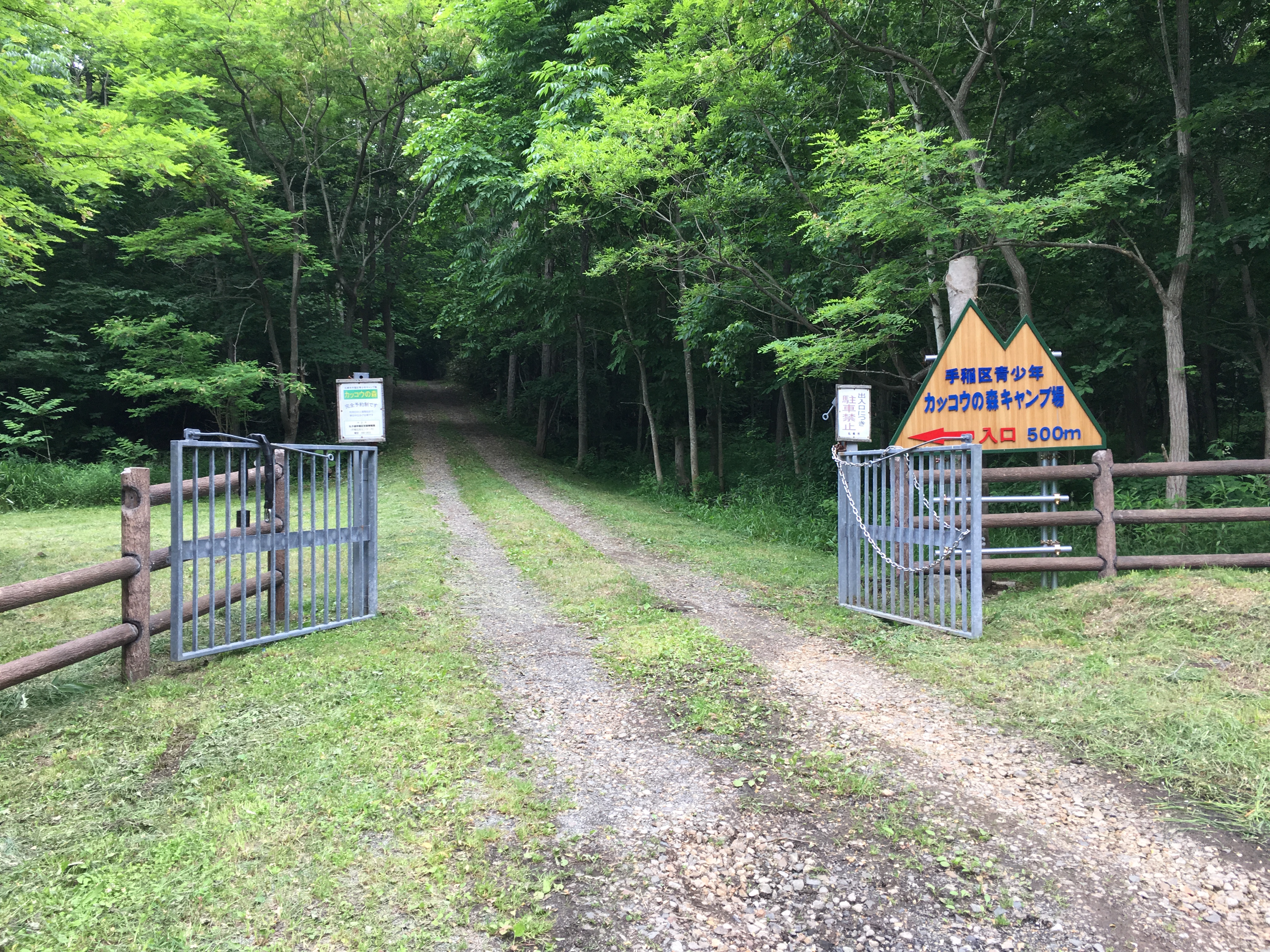
キャンプ場入口

札幌市手稲青少年キャンプ場（さっぽろしていねせいしょうねんキャンプじょう）は、北海道札幌市手稲区手稲富丘にある、キャンプ場。愛称「カッコウの森」。

## 所在地
- 北海道札幌市手稲区手稲富丘620

## 概要
手稲山の麓に位置し、札幌市民の健康増進と野外活動を通しての自然と触れあう機会を提供している。
- 収容人員 - 150人
- 常設テント（10人用） - 15張

## 利用対象
- 青少年を主体とする団体
- 子どもを含む家族
- 学校

## 設備
- 管理棟
- 炊事棟（水槽タンク）
- 野外炉場
- 屋外テーブル席（8卓）
- 放送設備
- 簡易水洗トイレ
- ファイヤープレス（レク広場）
- 遊歩道

## 交通機関

### 鉄道
- JR函館本線 手稲駅から徒歩35分。

### 路線バス
- ジェイ・アール北海道バス「カッコウの森入口停留所」から徒歩3分。

### 自家用車
- E5A 札樽道 手稲ICから1分。